# Sūrāneh
Sūrāneh (persiska: سورانه, سيران) är en ort i Iran.   Den ligger i provinsen Markazi, i den centrala delen av landet, 270 km sydväst om huvudstaden Teheran. Sūrāneh ligger 1 905 meter över havet och antalet invånare är 786.
Terrängen runt Sūrāneh är varierad.Runt Sūrāneh är det ganska glesbefolkat, med 48 invånare per kvadratkilometer. Närmaste större samhälle är Bāzneh, 5,7 km öster om Sūrāneh. Trakten runt Sūrāneh består till största delen av jordbruksmark.